# Antonio Ortega Franco
Antonio Ortega Franco CO (* 22. Dezember 1941 in Empalme Escobedo, Mexiko; † 1. Februar 2022 in Mexiko-Stadt) war ein mexikanischer Ordensgeistlicher und römisch-katholischer Weihbischof in Mexiko-Stadt.

## Leben
Antonio Ortega Franco trat 1955 der Ordensgemeinschaft des Oratoriums in San Miguel de Allende bei. Nach dem Studium der Philosophie und Theologie an der Universität Cristo Rey in Mexiko-Stadt empfing er am 24. November 1968 durch den Weihbischof in Mexiko, Francisco Orozco Lomelín, die Priesterweihe. Er war in der Ausbildung seines Ordens tätig und Rektor des Seminars des Oratoriums in Mexiko sowie Prälat und Prokurator der mexikanischen Föderation der Oratorianer.
Papst Johannes Paul II. ernannte ihn am 11. Februar 2004 zum Titularbischof von Lete und Weihbischof in Mexiko. Der Erzbischof von Mexiko, Norberto Kardinal Rivera Carrera, spendete ihm am 26. März desselben Jahres die Bischofsweihe; Mitkonsekratoren waren Rosendo Huesca Pacheco, Erzbischof von Puebla de los Ángeles, Puebla, und Giuseppe Bertello, Apostolischer Nuntius in Mexiko.
Am 16. Februar 2019 nahm Papst Franziskus das von Antonio Ortega Franco aus Altersgründen vorgebrachte Rücktrittsgesuch an.

## Wirken
Ortega Franco war langjähriger Pfarrer in einem der Gebiete mit den größten sozialen Problemen: dem Zentrum von Mexiko-Stadt. 15 Jahre lang war er als Weihbischof in der vierten pastoralen Zone in Mexiko-Stadt tätig, zu der die Bezirke (delegaciones) Cuauhtémoc, Iztacalco, Venustiano Carranza und Benito Juárez gehören, in denen Kriminalität, Drogenhandel, Armut, Marginalisierung und Indigenität besonders ausgeprägt sind. Ortega Franco nutzte oftmals die öffentlichen Verkehrsmittel und ging zu Fuß durch die Straßen seines Seelsorgegebiets, um die schwierigsten Lebensumstände kennenzulernen und seelsorgerisch zu betreuen. Öffentlich prangerte er auch die Ausbeuter und Zuhälter der prostituierten Frauen an, die in dem als La Merced bekannten Gebiet leben und die den Frauen die Teilnahme an Sozialprogrammen für ein würdigeres Leben nicht zuließen.